# Mascarita Dorada

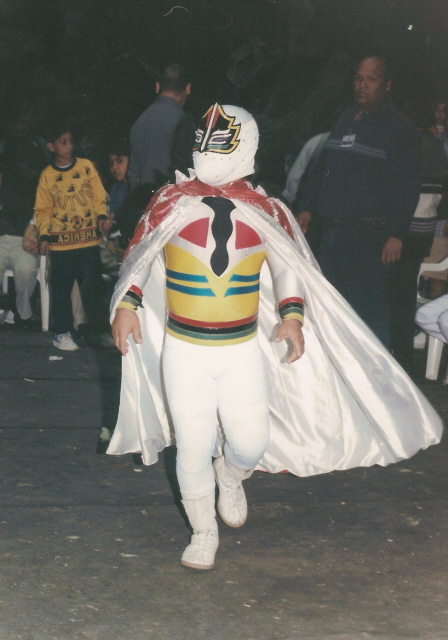
En Triple A, Dorada con la máscara y el traje de Mascarita Sagrada, en la foto.

Mascarita Dorada es el nombre artístico de un luchador profesional enmascarado mexicano, quien trabajó en la división Mini-Estrella, comparable a la división de lucha libre profesional Midget de los Estados Unidos, que trabajo para WWE bajo el nombre de El Torito. Desde 2000 hasta 2007 trabajó bajo el nombre de Mascarita Sagrada en Asistencia Asesoría y Administración (AAA), asumiendo el personaje después de que el original Mascarita Sagrada dejó AAA. En 2007 se trasladó de AAA al Consejo Mundial de Lucha Libre (CMLL) y se cambió el nombre a Mascarita Dorada. Después de salir de CMLL en 2011, comenzó a luchar para El Hijo del Santo bajo el nombre de Mascarita Plateada, a la vez que regresó a AAA bajo el nombre de Mascarita Dorada. Es un ex dos veces Campeón Nacional de Mini-Estrella de México y cotitular del campeonato por equipo de la mascota de AAA junto con Máscara Sagrada. Su verdadero nombre se mantiene en secreto para los fanáticos de la lucha.

## Carrera
El luchador que más tarde sería conocido como Mascarita Dorada hizo su debut a principios de 2000 después de entrenar bajo la tutela de Indio Vitela durante más de un año. Inicialmente utilizó el nombre en el ring de "Speedy Gonzales", llamado así por el personaje de dibujos animados del mismo nombre.

### WWE (2013-2016)

#### 2013
El 3 de abril de 2013 se informó que Dorada había firmado un contrato de desarrollo con la WWE. Hizo su debut bajo el nombre de El Torito el 30 de septiembre de 2013, como compañero de Los Matadores.

### 2014-2016
El 26 de enero de 2014 El Torito participó en su primera lucha de Royal Rumble entrando en la posición # 20 y eliminando a Fandango, fue el eliminado # 14 por Roman Reigns, el 15 de abril en Main event tuvo un enfrentamiento contra Hornswoggle lo que llevó a que Hornswoggle y El Torito a un combate en Smackdown donde Hornswoggle cambió a Heel pero El Torito ganó la lucha empezando un feudo con él, el 21 de abril en Raw tuvo un combate junto a Los Matadores contra 3MB teniendo otro encuentro contra Hornswoggle en donde salieron victoriosos después de que hicieran un Triple Threath y El Torito le hiciera un pin a Drew McIntyre, pidiendo una vez más una revancha, la revancha se volvió a hacer el 22 de abril en WWE Main event en donde el torito tuvo otro combate individual contra Hornswoggle pero salió derrotado después de que Hornswoggle le aplicara un Frog Splash y le hiciera un pin perdiendo la lucha. El 4 de mayo en Extreme Rules venció a Hornswoggle en el primer WeeLC Match de la historia de WWE. después de este combate El torito se involucró más en la lucha dentro de la WWE peleando contra cada miembro del equipo 3MB y siempre teniendo como mánager a Los Matadores. el 26 de mayo en RAW también se anunció que en Payback peleara contra Hornswoggle de nuevo en un combate de Cabello contra Máscara. En Payback 2014 tuvo una revancha contra Hornswooggle donde logró ganar después de engañarlo con una doble máscara logrando vencerlo y logrando raparle el cabello a Hornswoggle. El 23 de junio, Fernando se lesionó en un show en vivo, a pesar de esto El Torito y Diego comenzaron un feudo con Bo Dallas. Torito también brevemente hizo equipo en agosto con Hornswoogle después de que este cambiara a face (vestido como una vaca), pero luego este último continuó como heel. El 10 de octubre en el 15.º aniversario de Smackdown formó parte del equipo de Theodore Long que derrotó al equipo de John Laurinaitis.
El 4 de mayo en Extreme Rules venció a Hornswoggle en el primer WeeLC Match de la historia de WWE. Después de este combate, El Torito se involucró más en la lucha dentro de la WWE peleando contra cada miembro del equipo 3MB y siempre teniendo como mánager a Los Matadores. el 26 de mayo en RAW también se anunció que en Payback peleara contra Hornswoggle de nuevo en un Hair vs Mask Match. En Payback 2014 tuvo una revancha contra Hornswooggle donde logró ganar después de engañarlo con una doble máscara logrando vencerlo y logrando raparle el cabello a Hornswoggle. El 23 de junio, Fernando se lesionó en un show en vivo, a pesar de esto El Torito y Diego comenzaron un feudo con Bo Dallas. Torito también brevemente hizo equipo en agosto con Hornswoogle después de que este cambiara a face (vestido como una vaca), pero luego este último continuó como heel. El 10 de octubre en el 15.º aniversario de Smackdown formó parte del equipo de Theodore Long que derrotó al equipo de John Laurinaitis.
En WrestleMania 31, intervino a favor de los Matadores en su lucha contra The New Day, The Usos y Tyson Kidd & Cesaro.
El 7 de septiembre en Raw, El Torito distrajo accidentalmente a los Matadores durante un Tag team Match contra The Dudley Boyz, que les costó la victoria. Después de la lucha, fue agredido por Diego, pero fue salvado por Bubba Ray Dudley, quien le hizo un Bubba Bomb encima de una mesa, poniendo fin a su asociación con Los Matadores. Tras la ruptura con los Matadores, El Torito sólo aparecía en backstage.
El 6 de mayo de 2016, Mascarita Dorada fue despedido de WWE tras una larga temporada de no aparecer en televisión.

## En lucha
- Movimientos finales
  - Satellite Octopus Clutch (Tilt-a-whirl headscissors armbar)
  - Bullton (springboard senton)[6]
  - Bullsault (Springboard moonsault)[6]

- Movimientos de firma
  - Spinning Arm drag
  - Springboard arm drag
  - Springboard hurricanrana
  - Tilt–a–whirl headscissors takedown

- Luchadores dirigidos
  - Los Matadores (WWE)

## Campeonatos y logros
- Asistencia Asesoría y Administración
  - AAA Mascot Tag Team Championship (1 vez) – con Máscara Sagrada[2][7]
  - LLL Mini-Estrellas Championship (1 vez)
  - Mexican National Mini-Estrella Championship (2 veces)[2][8]

- Consejo Mundial de Lucha Libre
  - CMLL Mini-Estrella del año: 2009[9]
  - Pequeños Reyes del Aire (2008)[2][10]

- DDT Pro-Wrestling
  - Ironman Heavymetalweight Championship (1 vez)

- World Wrestling Association
  - WWA World Minis Championship (1 vez)